# エフエム徳島
株式会社エフエム徳島（エフエムとくしま、英: FM TOKUSHIMA BROADCASTING CO.）は、徳島県を放送対象地域として超短波放送（FMラジオ放送）を実施する特定地上基幹放送事業者である。
愛称・通称はFM徳島、コールサインはJOMV-FM、JFN加盟局。

## 概要
1992年4月1日、全国37番目の民放FM局として開局した。徳島県では1952年の四国放送開局以来、40年ぶりの民放新局の開局となった。
月曜を除き5:00を起点とした24時間放送だが、日曜深夜といえる月曜 1:00 - 4:00 は放送を休止している。
近年ではアーティストのライブ誘致に積極的で、数多くのネクストブレイクアーティストの誘致に成功している（例：森山直太朗・風味堂・アンジェラ・アキ・いきものがかりなど）。主にゴールデンウィークに行われる「はなはるフェスタ」の無料野外ライブや地元のアミコ・シビックセンターホールの無料ライブを主催している。また、地元出身のアンジェラ・アキの他、同じく地元出身の女性アーティストグループ・チャットモンチーにも力を入れている。また、ライブイベントは後日、当局のスペシャルプログラムとして放送されることもある。
開局当時から共通のステーションコンセプトは『PASSION WAVE』（情熱の波）であり、局が配布するステッカーにも記載されているが、25周年を迎えた2017年からは新たに、事業テーマに『ride ON!』（さぁ、行こう!）も制定。これらを合わせて『ride ON! PASSION WAVE』（情熱の波に乗って!）をコンセプトにしている。
radikoは2020年4月15日以降、唯一参加していない県域ラジオ局となっていたが、同年9月1日に配信を開始した。

当局含めたJFN系列38局はACジャパン（旧・公共広告機構）の正会員企業の一つである。

### 本社所在地
- 〒770-8567 徳島県徳島市寺島本町西1丁目61番地 徳島駅クレメントプラザ5階

### 東京支社
- 〒102-0083 東京都千代田区麹町1丁目8番地 JFNセンター7階[1]

## 周波数・空中線電力
| 親局   | 周波数  | 空中線電力 | 備考                                                                   |
| ------ | ------- | ---------- | ---------------------------------------------------------------------- |
| 徳島   | 80.7MHz | 1kW        | 送信所の建物・鉄塔は四国放送と共用。                                   |
| 中継局 | 周波数  | 空中線電力 | 備考                                                                   |
| 池田   | 82.3MHz | 10W        |                                                                        |
| 阿南   | 78.4MHz | 10W        |                                                                        |
| 日和佐 | 77.7MHz | 100W       | 高知県の室戸市の一部（室戸岬から東側の地域）と東洋町で良好に受信可能。 |

### 備考
徳島県域局だが、和歌山県と大阪府南部・兵庫県南部の沿岸部や淡路島・香川県・広島県・高知県の一部でも受信可能である。特に放送対象区域外の和歌山県では、県域民放エフエム局がなく、かつ地理的に受信が容易なため、FM徳島のリスナーが存在する。一方で、県内でもNHK-FM放送の中継局を有する内陸部の神山・阿波・美馬・勝浦・鷲敷・上勝・東祖谷山・一宇・一宇剪宇で当局の中継局が無いため、これらの地域で聴取困難または聴取不可となっている。
なお現在はこれらの聞けないエリアでもradikoで聴取可能になった。

## 資本構成
企業・団体の名称、個人の肩書は当時のもの。出典：

### 2015年3月31日
| 資本金   | 発行済株式総数 | 株主数 |
| -------- | -------------- | ------ |
| 6000万円 | 12,000株       | 30     |

| 株主                         | 株式数  | 比率  |
| ---------------------------- | ------- | ----- |
| 四国放送                     | 1,199株 | 9.99% |
| 徳島新聞社                   | 1,192株 | 9.93% |
| 徳島県                       | 0,960株 | 8.00% |
| 圃山賢一                     | 0,862株 | 7.18% |
| 徳島市                       | 0,600株 | 5.00% |
| ジャパンエフエムネットワーク | 0,576株 | 4.80% |
| ニッポン放送                 | 0,576株 | 4.80% |
| 読売新聞大阪本社             | 0,576株 | 4.80% |
| 日本経済新聞社               | 0,576株 | 4.80% |
| 共同通信社                   | 0,576株 | 4.80% |
| 阿波銀行                     | 0,460株 | 3.83% |
| 徳島銀行                     | 0,460株 | 3.83% |
| 四国銀行                     | 0,460株 | 3.83% |
| 大塚製薬工場                 | 0,380株 | 3.16% |
| 三菱東京UFJ銀行              | 0,360株 | 3.00% |

## 沿革
- 1984年（昭和59年）
  - 郵政省（現・総務省）が、青森・山形・埼玉・千葉・奈良・徳島・鹿児島の7県に県域民放FM局の周波数を割り当て。
- 1991年（平成3年）
  - 4月5日 - 放送局予備免許。
  - 6月24日 - 株式会社エフエム徳島設立。
- 1992年（平成4年）4月1日 - FM高知、FM佐賀と同じ日に開局、本放送を開始。
- 1995年（平成7年）4月1日 - 文字多重放送（見えるラジオ）開始。コールサインはJOMV-FCM。
- 2009年（平成21年）4月1日 - 緊急地震速報の運用開始。
- 2011年（平成23年）
  - 1月26日 - LISMO WAVEによる配信を全国FM連合加盟各局と同時に開始。（2019年（令和元年）9月30日をもって終了）
  - 12月5日 - ドコデモFMによる配信をJFN加盟各局と同時に開始。（2021年（令和3年）2月28日をもって終了）
- 2014年（平成26年）3月31日 -  文字多重放送廃止。
- 2017年（平成29年）2月1日 - 開局25周年にあたり上記の新事業テーマとともに新ロゴを制定。4月より使用開始[4]。
- 2018年（平成30年）6月26日 - V-Low帯マルチメディア放送・インターネットラジオサービス「i-dio」にて中国・四国地方でのサイマル放送・配信を開始。
- 2020年（令和2年）
  - 3月31日 - 「i-dio」の放送・配信を終了する。
  - 6月29日 - 本社を徳島新聞放送会館別館から、同じ徳島市内にある徳島駅クレメントプラザに移転[12]。
  - 9月1日 - 同日正午よりIPサイマルラジオ「radiko」（通常版）ならびに「radikoプレミアム・エリアフリー」（有料会員制、全国で聴取可能）ともに配信を開始[5][6][13][14][注釈 2]。
- 2022年（令和4年）
  - 4月1日 - 開局30周年。

## パーソナリティ
男性
- 土橋琢史
- 加藤直

女性
- 近藤公美
- 森寛子
- 布川夏帆
- 大和たきみ
- 蔭山洋子
- 清水宏香
- 森本晴香
- 湯浅瞭子

出典

### 元アナウンサー
※現所属局が判明しているアナはカッコ内で表記。
男性
- 永縄潤（Kiss FM KOBEのニュースアナウンサー）
- 伊藤將也（奈良テレビアナウンサー）
- 鈴木啓一郎
- 佐藤寛之
- 坂上航司（本幸拓真（もとゆき・たくま）名義で活動中）
- 平吉将
- 今末真人（エフエム鹿児島アナウンサー）
- 池嵜晃太

女性
- 宇山紋子
- 加藤幸恵
- 吉田るみ
- 平岡知子（ふくしまFMへ移籍）
- 西本亜裕子（レディオキューブ FM三重へ移籍）
- 吉屋育恵
- みかわかよ（エフエム香川『かがわ 東方見聞録』・パーソナリティ』）
- 桑原千恵
- 井出文恵（RADIO BERRYへ移籍）
- 森裕子（FM岡山→FM大阪）
- 滝水瞳（NHK高松放送局へ移籍）
- 南真世（レディオキューブ FM三重→K-mix）
- 安木理恵
- 井内麻理子
- 斉藤翠（NHK広島放送局→NHKさいたま放送局キャスター）
- 大屋香里（Rhythm Stationへ移籍）
- 中井真奈（NHK大阪放送局『FMサウンドポケット なみはな』・DJ）
- 児玉奈津記
- 吉成美穂
- 武田志歩
- 小野寺紀帆（青森テレビへ移籍）

## 過去に出演していたパーソナリティ
男性
- 高森浩二
- 図師英嗣
- 大田純一郎
- 梅津龍太郎
- 黒田忠良
- MT
- mol-74

女性
- 佃洋子
- かとうゆきえ
- 朝木茉莉子
- 富田阿樹

## FM徳島の特徴
- FM徳島のジングルはサーフィンやダイビングなどマリンスポーツのメッカである瀬戸内海に囲まれた四国地方の自然環境を生かし、波の音をBGMにしたジングルが多い。また毎年2月のバレンタインデーシーズンと12月のクリスマスシーズンにはFM徳島オリジナルクリスマスジングルが流れる。
- FM徳島イメージキャラクターとしてMiMi-ON（ミミオン）というゆるキャラを設定しており、FM徳島公式ホームページやケータイに配信されるFM徳島メールマガジンに使用されている。
- 同局の本社と演奏所がある徳島県徳島市では在阪テレビジョン放送局の視聴方法としてケーブルテレビ（テレビトクシマ）の世帯普及率が90%を超えており、同ケーブルテレビ局では地デジ放送の番組以外に大阪市や神戸市に本社を置くFMラジオ局であるFM802、FM大阪、FM COCOLO、兵庫エフエム放送（Kiss FM KOBE）の区域外再放送を実施している。

## 番組

### ニュース・天気予報・交通情報
- ニュースは『FM徳島ニュース』を参照[注釈 6]。
- 天気予報は、基本的に徳島県内の天気を伝えているが、時間があれば和歌山や周辺の府県の天気も入れることがある。
- 交通情報は平日のみ、朝・夕のワイド番組内でそれぞれ1回ずつ、徳島の日本道路交通情報センターとつないで放送される。

### パワープレイ
- エフエム徳島では、各ワイド番組で1 - 2曲、スーパーエンディングと称して、ワイド番組の最後にかける曲として1曲を、毎月決めて放送している。
- 平日の16:15（T-Jointに内包）・23:55から放送される『サウンド・ウェーブ』でも、それぞれ1曲決められ、放送されている。

### 現在放送中の番組
2025年4月現在。番組の詳細は、公式サイトのタイムテーブルあるいはFM徳島番組プログラムを参照。
自社制作番組は太字。

#### 平日
| 4 | 4:00 s**t kingzのダンサーだってしゃべりたい （TOKYO FM） | 4:00 Memories & Discoveries（JFNC） | 4:00 Memories & Discoveries（JFNC） | 4:00 Memories & Discoveries（JFNC） | 4:00 Memories & Discoveries（JFNC） | | | |
| 4 | 4:30 NOA's ASIAN TREND（JFNC） | 4:00 Memories & Discoveries（JFNC） | 4:00 Memories & Discoveries（JFNC） | 4:00 Memories & Discoveries（JFNC） | 4:00 Memories & Discoveries（JFNC） | | | |
| 5 | 5:00 Good VibeSOUP（JFNC） | 4:00 Memories & Discoveries（JFNC） | 4:00 Memories & Discoveries（JFNC） | 4:00 Memories & Discoveries（JFNC） | 4:00 Memories & Discoveries（JFNC） | | | |
| 5 | 5:30 REAL SPORTS（JFNC） | 4:00 Memories & Discoveries（JFNC） | 4:00 Memories & Discoveries（JFNC） | 4:00 Memories & Discoveries（JFNC） | 4:00 Memories & Discoveries（JFNC） | | | |
| 6 | 6:00 ONE MORNING（TOKYO FM） ▽6:55 MY OLYMPIC ▽7:00 MORNING HEADLINE ▽7:10 リポビタンD TREND NET ▽7:20 （月）メットライフ生命 presents マイ マネーハック / （火・木）ONE MORE NEWS /（水）食と農を未来へつなぐ / （金）JA共済 presents なるほど! 交通安全 | 6:00 ONE MORNING（TOKYO FM） ▽6:55 MY OLYMPIC ▽7:00 MORNING HEADLINE ▽7:10 リポビタンD TREND NET ▽7:20 （月）メットライフ生命 presents マイ マネーハック / （火・木）ONE MORE NEWS /（水）食と農を未来へつなぐ / （金）JA共済 presents なるほど! 交通安全 | 6:00 ONE MORNING（TOKYO FM） ▽6:55 MY OLYMPIC ▽7:00 MORNING HEADLINE ▽7:10 リポビタンD TREND NET ▽7:20 （月）メットライフ生命 presents マイ マネーハック / （火・木）ONE MORE NEWS /（水）食と農を未来へつなぐ / （金）JA共済 presents なるほど! 交通安全 | 6:00 ONE MORNING（TOKYO FM） ▽6:55 MY OLYMPIC ▽7:00 MORNING HEADLINE ▽7:10 リポビタンD TREND NET ▽7:20 （月）メットライフ生命 presents マイ マネーハック / （火・木）ONE MORE NEWS /（水）食と農を未来へつなぐ / （金）JA共済 presents なるほど! 交通安全 | 6:00 ONE MORNING（TOKYO FM） ▽6:55 MY OLYMPIC ▽7:00 MORNING HEADLINE ▽7:10 リポビタンD TREND NET ▽7:20 （月）メットライフ生命 presents マイ マネーハック / （火・木）ONE MORE NEWS /（水）食と農を未来へつなぐ / （金）JA共済 presents なるほど! 交通安全 | | | |
| 7 | 6:00 ONE MORNING（TOKYO FM） ▽6:55 MY OLYMPIC ▽7:00 MORNING HEADLINE ▽7:10 リポビタンD TREND NET ▽7:20 （月）メットライフ生命 presents マイ マネーハック / （火・木）ONE MORE NEWS /（水）食と農を未来へつなぐ / （金）JA共済 presents なるほど! 交通安全 | 6:00 ONE MORNING（TOKYO FM） ▽6:55 MY OLYMPIC ▽7:00 MORNING HEADLINE ▽7:10 リポビタンD TREND NET ▽7:20 （月）メットライフ生命 presents マイ マネーハック / （火・木）ONE MORE NEWS /（水）食と農を未来へつなぐ / （金）JA共済 presents なるほど! 交通安全 | 6:00 ONE MORNING（TOKYO FM） ▽6:55 MY OLYMPIC ▽7:00 MORNING HEADLINE ▽7:10 リポビタンD TREND NET ▽7:20 （月）メットライフ生命 presents マイ マネーハック / （火・木）ONE MORE NEWS /（水）食と農を未来へつなぐ / （金）JA共済 presents なるほど! 交通安全 | 6:00 ONE MORNING（TOKYO FM） ▽6:55 MY OLYMPIC ▽7:00 MORNING HEADLINE ▽7:10 リポビタンD TREND NET ▽7:20 （月）メットライフ生命 presents マイ マネーハック / （火・木）ONE MORE NEWS /（水）食と農を未来へつなぐ / （金）JA共済 presents なるほど! 交通安全 | 6:00 ONE MORNING（TOKYO FM） ▽6:55 MY OLYMPIC ▽7:00 MORNING HEADLINE ▽7:10 リポビタンD TREND NET ▽7:20 （月）メットライフ生命 presents マイ マネーハック / （火・木）ONE MORE NEWS /（水）食と農を未来へつなぐ / （金）JA共済 presents なるほど! 交通安全 | | | |
| 7:30 TOKUSHIMA MORNING LIVE Compass DJ：月・火:近藤公美/水：布川夏帆/木・金：大和たきみ ▽7:55 全国ニュース（JFNC） ▽8:00 イエローハット TODAY'S KEY NUMBER（TOKYO FM） ▽8:09 今日のスポーツ（TOKYO FM） ▽8:10 （月・水・木）NEW TREND ONE / （火）KINKATSU TREND ONE / （金）Hand in Hand（TOKYO FM） | | | | | | | | |
| 8 | | | | | | | | |
| 9 | | | | | | | | |
| 9:30 OH! HAPPY MORNING（JFNC） | 9:30 OH! HAPPY MORNING（JFNC） | 9:30 OH! HAPPY MORNING（JFNC） | 9:30 OH! HAPPY MORNING（JFNC） | 9:30 THE G.O.A.T.（JFNC） ▽10:45（第1・3週） Brillante! for SDGS（四国FM4局持ち回り制作） | | | | |
| 9:30 OH! HAPPY MORNING（JFNC） | 9:30 OH! HAPPY MORNING（JFNC） | 9:30 OH! HAPPY MORNING（JFNC） | 9:30 OH! HAPPY MORNING（JFNC） | 9:30 THE G.O.A.T.（JFNC） ▽10:45（第1・3週） Brillante! for SDGS（四国FM4局持ち回り制作） | 10 | | | |
| 10:55 Music Remark（JFNC） | | | | | | | | |
| 11 | 11:00 ディア・フレンズ（TOKYO FM） | 11:00 ディア・フレンズ（TOKYO FM） | 11:00 ディア・フレンズ（TOKYO FM） | 11:00 ディア・フレンズ（TOKYO FM） | 11:00 松任谷由実のYuming Chord （TOKYO FM） | | | |
| 11 | 11:30 Otona no Radio Alexandria（interfm） | 11:30 Otona no Radio Alexandria（interfm） | 11:30 Otona no Radio Alexandria（interfm） | 11:30 Otona no Radio Alexandria（interfm） | 11:30 ハラミちゃんのハラミファソRadio♪（JFNC） | | | |
| 11 | 11:55 FM徳島ニュース | | | | | | | |
| 12 | 12:00 Station × Station 月：「湯浅瞭子の Culture wave」湯浅瞭子 火：「鳴門屋と愉快な仲間たち」川端秀一・布川夏帆 水：「近藤公美の Tasty Talks」近藤公美 木：「加藤直の Nature Discovery」加藤直                                                           | 12:00 Station × Station 月：「湯浅瞭子の Culture wave」湯浅瞭子 火：「鳴門屋と愉快な仲間たち」川端秀一・布川夏帆 水：「近藤公美の Tasty Talks」近藤公美 木：「加藤直の Nature Discovery」加藤直                                                           | 12:00 Station × Station 月：「湯浅瞭子の Culture wave」湯浅瞭子 火：「鳴門屋と愉快な仲間たち」川端秀一・布川夏帆 水：「近藤公美の Tasty Talks」近藤公美 木：「加藤直の Nature Discovery」加藤直                                                           | 12:00 Station × Station 月：「湯浅瞭子の Culture wave」湯浅瞭子 火：「鳴門屋と愉快な仲間たち」川端秀一・布川夏帆 水：「近藤公美の Tasty Talks」近藤公美 木：「加藤直の Nature Discovery」加藤直                                                           | 12:00 Otona no Radio Alexandria（interfm） | | | |
| 12 | 12:55 Words Of Wisdom -ときめく、言葉-（JFNC） | 12:55 Words Of Wisdom -ときめく、言葉-（JFNC） | 12:55 Words Of Wisdom -ときめく、言葉-（JFNC） | 12:55 Words Of Wisdom -ときめく、言葉-（JFNC） | 12:55 前衆議院議員 吉田とも代の Magic Design徳島 | | | |
| 13 | 13:00 デイリーフライヤー（JFNC） | 13:00 デイリーフライヤー（JFNC） | 13:00 デイリーフライヤー（JFNC） | 13:00 デイリーフライヤー（JFNC） | 13:00 Nani-Show? FRIDAY! DJ：土橋琢史・布川夏帆 ▽13:55 Rolling Stone Cafe（JFNC） ▽14:15 JFNラジオショッピング（JFNC） ▽14:55 IMP.のIMPickup（TOKYO FM）                                                                                                  | | | |
| 13 | 13:30 レコレール（JFNC） ▽13:55 Rolling Stone Cafe（JFNC） ▽14:55 IMP.のIMPickup（TOKYO FM） | | | | 13:00 Nani-Show? FRIDAY! DJ：土橋琢史・布川夏帆 ▽13:55 Rolling Stone Cafe（JFNC） ▽14:15 JFNラジオショッピング（JFNC） ▽14:55 IMP.のIMPickup（TOKYO FM）                                                                                                  | | | |
| 14 | | | | | 13:00 Nani-Show? FRIDAY! DJ：土橋琢史・布川夏帆 ▽13:55 Rolling Stone Cafe（JFNC） ▽14:15 JFNラジオショッピング（JFNC） ▽14:55 IMP.のIMPickup（TOKYO FM）                                                                                                  | | | |
| 15 | | | | | 13:00 Nani-Show? FRIDAY! DJ：土橋琢史・布川夏帆 ▽13:55 Rolling Stone Cafe（JFNC） ▽14:15 JFNラジオショッピング（JFNC） ▽14:55 IMP.のIMPickup（TOKYO FM）                                                                                                  | | | |
| 15:30 上野優華の華金! 〜ときめきweekend〜 DJ：上野優華 | | | | | | | | |
| 15:55 JFNニュース（JFNC） | | | | | | | | |
| 16 | 16:00 T-Joint DJ：月：森本晴香 / 火・水：湯浅瞭子 / 木：清水宏香 ▽16:10 はぴねすくらぶラジオショッピング（JFNC） ▽16:50 あぐりずむ（TOKYO FM） ▽17:48 My First Music（JFNC）                                                                              | 16:00 T-Joint DJ：月：森本晴香 / 火・水：湯浅瞭子 / 木：清水宏香 ▽16:10 はぴねすくらぶラジオショッピング（JFNC） ▽16:50 あぐりずむ（TOKYO FM） ▽17:48 My First Music（JFNC）                                                                              | 16:00 T-Joint DJ：月：森本晴香 / 火・水：湯浅瞭子 / 木：清水宏香 ▽16:10 はぴねすくらぶラジオショッピング（JFNC） ▽16:50 あぐりずむ（TOKYO FM） ▽17:48 My First Music（JFNC）                                                                              | 16:00 T-Joint DJ：月：森本晴香 / 火・水：湯浅瞭子 / 木：清水宏香 ▽16:10 はぴねすくらぶラジオショッピング（JFNC） ▽16:50 あぐりずむ（TOKYO FM） ▽17:48 My First Music（JFNC）                                                                              | 16:00 T-Joint WEEKEND DJ：清水宏香 ▽16:55 浜端ヨウヘイ ショットグラスミュージック 〜大きな男の小さな話〜 DJ：浜端ヨウヘイ | 16:00 T-Joint WEEKEND DJ：清水宏香 ▽16:55 浜端ヨウヘイ ショットグラスミュージック 〜大きな男の小さな話〜 DJ：浜端ヨウヘイ | 16:00 T-Joint WEEKEND DJ：清水宏香 ▽16:55 浜端ヨウヘイ ショットグラスミュージック 〜大きな男の小さな話〜 DJ：浜端ヨウヘイ | 16:00 T-Joint WEEKEND DJ：清水宏香 ▽16:55 浜端ヨウヘイ ショットグラスミュージック 〜大きな男の小さな話〜 DJ：浜端ヨウヘイ |
| 17 | 16:00 T-Joint DJ：月：森本晴香 / 火・水：湯浅瞭子 / 木：清水宏香 ▽16:10 はぴねすくらぶラジオショッピング（JFNC） ▽16:50 あぐりずむ（TOKYO FM） ▽17:48 My First Music（JFNC）                                                                              | 16:00 T-Joint DJ：月：森本晴香 / 火・水：湯浅瞭子 / 木：清水宏香 ▽16:10 はぴねすくらぶラジオショッピング（JFNC） ▽16:50 あぐりずむ（TOKYO FM） ▽17:48 My First Music（JFNC）                                                                              | 16:00 T-Joint DJ：月：森本晴香 / 火・水：湯浅瞭子 / 木：清水宏香 ▽16:10 はぴねすくらぶラジオショッピング（JFNC） ▽16:50 あぐりずむ（TOKYO FM） ▽17:48 My First Music（JFNC）                                                                              | 16:00 T-Joint DJ：月：森本晴香 / 火・水：湯浅瞭子 / 木：清水宏香 ▽16:10 はぴねすくらぶラジオショッピング（JFNC） ▽16:50 あぐりずむ（TOKYO FM） ▽17:48 My First Music（JFNC）                                                                              | 16:00 T-Joint WEEKEND DJ：清水宏香 ▽16:55 浜端ヨウヘイ ショットグラスミュージック 〜大きな男の小さな話〜 DJ：浜端ヨウヘイ | 16:00 T-Joint WEEKEND DJ：清水宏香 ▽16:55 浜端ヨウヘイ ショットグラスミュージック 〜大きな男の小さな話〜 DJ：浜端ヨウヘイ | 16:00 T-Joint WEEKEND DJ：清水宏香 ▽16:55 浜端ヨウヘイ ショットグラスミュージック 〜大きな男の小さな話〜 DJ：浜端ヨウヘイ | 16:00 T-Joint WEEKEND DJ：清水宏香 ▽16:55 浜端ヨウヘイ ショットグラスミュージック 〜大きな男の小さな話〜 DJ：浜端ヨウヘイ |
| 18 | 16:00 T-Joint DJ：月：森本晴香 / 火・水：湯浅瞭子 / 木：清水宏香 ▽16:10 はぴねすくらぶラジオショッピング（JFNC） ▽16:50 あぐりずむ（TOKYO FM） ▽17:48 My First Music（JFNC）                                                                              | 16:00 T-Joint DJ：月：森本晴香 / 火・水：湯浅瞭子 / 木：清水宏香 ▽16:10 はぴねすくらぶラジオショッピング（JFNC） ▽16:50 あぐりずむ（TOKYO FM） ▽17:48 My First Music（JFNC）                                                                              | 16:00 T-Joint DJ：月：森本晴香 / 火・水：湯浅瞭子 / 木：清水宏香 ▽16:10 はぴねすくらぶラジオショッピング（JFNC） ▽16:50 あぐりずむ（TOKYO FM） ▽17:48 My First Music（JFNC）                                                                              | 16:00 T-Joint DJ：月：森本晴香 / 火・水：湯浅瞭子 / 木：清水宏香 ▽16:10 はぴねすくらぶラジオショッピング（JFNC） ▽16:50 あぐりずむ（TOKYO FM） ▽17:48 My First Music（JFNC）                                                                              | 16:00 T-Joint WEEKEND DJ：清水宏香 ▽16:55 浜端ヨウヘイ ショットグラスミュージック 〜大きな男の小さな話〜 DJ：浜端ヨウヘイ | 16:00 T-Joint WEEKEND DJ：清水宏香 ▽16:55 浜端ヨウヘイ ショットグラスミュージック 〜大きな男の小さな話〜 DJ：浜端ヨウヘイ | 16:00 T-Joint WEEKEND DJ：清水宏香 ▽16:55 浜端ヨウヘイ ショットグラスミュージック 〜大きな男の小さな話〜 DJ：浜端ヨウヘイ | 16:00 T-Joint WEEKEND DJ：清水宏香 ▽16:55 浜端ヨウヘイ ショットグラスミュージック 〜大きな男の小さな話〜 DJ：浜端ヨウヘイ |
| 18:55 FM Tokushima Monthly Power Play | | | | | | | | |
| 19 | 19:00 A・O・R（JFNC） ▽19:55 JFNニュース（JFNC） | 19:00 A・O・R（JFNC） ▽19:55 JFNニュース（JFNC） | 19:00 A・O・R（JFNC） ▽19:55 JFNニュース（JFNC） | 19:00 A・O・R（JFNC） ▽19:55 JFNニュース（JFNC） | 19:00 シカゴプードルのラヂオ風゜ DJ：Chicago Poodle | 19:00 シカゴプードルのラヂオ風゜ DJ：Chicago Poodle                                                                       | 19:00 シカゴプードルのラヂオ風゜ DJ：Chicago Poodle                                                                       | 19:00 シカゴプードルのラヂオ風゜ DJ：Chicago Poodle                                                                       |
| 19 | 19:00 A・O・R（JFNC） ▽19:55 JFNニュース（JFNC） | 19:00 A・O・R（JFNC） ▽19:55 JFNニュース（JFNC） | 19:00 A・O・R（JFNC） ▽19:55 JFNニュース（JFNC） | 19:00 A・O・R（JFNC） ▽19:55 JFNニュース（JFNC） | 19:30 ※以下2番組を隔週で放送 wacciの阿波っちアワー。 DJ：wacci ハラダpresents WATCH the MUSIC DJ：プレジデント原田、コピーライター新居 | | | |
| 19 | 19:00 A・O・R（JFNC） ▽19:55 JFNニュース（JFNC） | 19:00 A・O・R（JFNC） ▽19:55 JFNニュース（JFNC） | 19:00 A・O・R（JFNC） ▽19:55 JFNニュース（JFNC） | 19:00 A・O・R（JFNC） ▽19:55 JFNニュース（JFNC） | 19:55 JFNニュース（JFNC） | | | |
| 20 | 19:00 A・O・R（JFNC） ▽19:55 JFNニュース（JFNC） | 19:00 A・O・R（JFNC） ▽19:55 JFNニュース（JFNC） | 19:00 A・O・R（JFNC） ▽19:55 JFNニュース（JFNC） | 19:00 A・O・R（JFNC） ▽19:55 JFNニュース（JFNC） | 20:00 酒とJAZZの日々 DJ：MT | | | |
| 20 | 19:00 A・O・R（JFNC） ▽19:55 JFNニュース（JFNC） | 19:00 A・O・R（JFNC） ▽19:55 JFNニュース（JFNC） | 19:00 A・O・R（JFNC） ▽19:55 JFNニュース（JFNC） | 19:00 A・O・R（JFNC） ▽19:55 JFNニュース（JFNC） | 20:30 新宝島 Phantom radio DJ：ジョージ、キャッシー、ヨーコ（蔭山洋子） | | | |
| 20 | 20:55 JFNニュース（JFNC） | | | | | | | |
| 21 | 21:00 アーティスト プロデュース スーパー・エディション （JFNC） | 21:00 Laid-Back radio （JFNC） | 21:00 川谷絵音の 約30分我慢してくれませんか（JFNC） | 21:00 SPITZ 草野マサムネの ロック大陸漫遊記（TOKYO FM） | 21:00 （第5週を除く） A-Voice -ROAD TO MUSICIAN- DJ：週替わり （第5週） 特別番組 | | | |
| 21 | 21:00 アーティスト プロデュース スーパー・エディション （JFNC） | 21:30 高橋優のリアラジ（JFNC） | 21:30 AI Not So Different （JFNC） | 21:00 SPITZ 草野マサムネの ロック大陸漫遊記（TOKYO FM） | 21:30 四星球の スーパーがいなRadio DJ：四星球 | | | |
| 21 | 21:55 JFNニュース（JFNC） | | | | | | | |
| 22 | 22:00 SCHOOL OF LOCK!（TOKYO FM） | 22:00 SCHOOL OF LOCK!（TOKYO FM） | 22:00 SCHOOL OF LOCK!（TOKYO FM） | 22:00 SCHOOL OF LOCK!（TOKYO FM） | 22:00 SCHOOL OF LOCK! FRIDAY 学校運営戦略会議 （TOKYO FM） | | | |
| 22 | 22:00 SCHOOL OF LOCK!（TOKYO FM） | 22:00 SCHOOL OF LOCK!（TOKYO FM） | 22:00 SCHOOL OF LOCK!（TOKYO FM） | 22:00 SCHOOL OF LOCK!（TOKYO FM） | 22:55 大学生で行こう DJ：徳島県内4大学 合同放送サークル「メガフェプス」 | | | |
| 23 | 22:00 SCHOOL OF LOCK!（TOKYO FM） | 22:00 SCHOOL OF LOCK!（TOKYO FM） | 22:00 SCHOOL OF LOCK!（TOKYO FM） | 22:00 SCHOOL OF LOCK!（TOKYO FM） | 23:00 もにゅそで 知らんけどアッパー （TOKYO FM） | | | |
| 23 | 23:55 サウンド・ウェーブ | | | | | | | |
| 0 | 0:00 JET STREAM（TOKYO FM） | 0:00 JET STREAM（TOKYO FM） | 0:00 JET STREAM（TOKYO FM） | 0:00 JET STREAM（TOKYO FM） | 0:00 JET STREAM（TOKYO FM） | | | |
| 0 | 0:55 JFNニュース（JFNC） | | | | | | | |
| 1 | 1:00 TOKYO SPEAKEASY（TOKYO FM） | 1:00 TOKYO SPEAKEASY（TOKYO FM） | 1:00 TOKYO SPEAKEASY（TOKYO FM） | 1:00 TOKYO SPEAKEASY（TOKYO FM） | 1:00 From INI（JFNC） | | | |
| 2 | 2:00 AuDee CONNECT（JFNC/TOKYO FM） | 2:00 AuDee CONNECT（JFNC/TOKYO FM） | 2:00 AuDee CONNECT（JFNC/TOKYO FM） | 2:00 AuDee CONNECT（JFNC/TOKYO FM） | 1:00 From INI（JFNC） | | | |
| 3 | 2:00 AuDee CONNECT（JFNC/TOKYO FM） | 2:00 AuDee CONNECT（JFNC/TOKYO FM） | 2:00 AuDee CONNECT（JFNC/TOKYO FM） | 2:00 AuDee CONNECT（JFNC/TOKYO FM） | 3:00 うちらのイイブン!（JFNC） | | | |

#### 週末
| 時                                                   | 土曜日                                                                                     | 日曜日                                                                                 |
| ---------------------------------------------------- | ------------------------------------------------------------------------------------------ | -------------------------------------------------------------------------------------- |
| 4                                                    | （続き） ウチらのイイブン!（JFNC）                                                         | 4:00 RADIO NME JAPAN 〜NEW MUSICAL EXPRESS JAPAN〜（JFNC）                             |
| 5                                                    | 5:00 LEGENDS（JFNC）                                                                       | 5:00 PEOPLE（JFNC）                                                                    |
| 5                                                    | 5:55 FLORAの恵み（JFNC）                                                                   | 5:00 PEOPLE（JFNC）                                                                    |
| 6                                                    | 6:00 From Athlete!（JFNC） ▽8:40 旬!SHUN!ピックアップ                                      | 6:00 SUNDAY FLICKERS（JFNC）                                                           |
| 7                                                    | 6:00 From Athlete!（JFNC） ▽8:40 旬!SHUN!ピックアップ                                      | 6:00 SUNDAY FLICKERS（JFNC）                                                           |
| 7:30 杉浦太陽・村上佳菜子 日曜まなびより（TOKYO FM） | 6:00 From Athlete!（JFNC） ▽8:40 旬!SHUN!ピックアップ                                      |                                                                                        |
| 7:55 小堺一機のおうちで〜CINEMA〜（JFNC）            | 6:00 From Athlete!（JFNC） ▽8:40 旬!SHUN!ピックアップ                                      |                                                                                        |
| 8                                                    | 6:00 From Athlete!（JFNC） ▽8:40 旬!SHUN!ピックアップ                                      | 8:00 昭和サウンドマップ（JFNC）                                                        |
| 8                                                    | 6:00 From Athlete!（JFNC） ▽8:40 旬!SHUN!ピックアップ                                      | 8:15 小倉・IMALUの〇〇玉手箱                                                           |
| 8                                                    | 6:00 From Athlete!（JFNC） ▽8:40 旬!SHUN!ピックアップ                                      | 8:30 となりのカイシャに聞いてみた! supported by オリックスグループ（JFNC）             |
| 8                                                    | 8:55 JFNニュース（JFNC）                                                                   |                                                                                        |
| 9                                                    | 9:00 サイクリスト・ステーション ツアー・オブ・ジャパン（JFNC）                             | 9:00 いきものがかり吉岡聖恵のうたいろRadio（JFNC）                                     |
| 9                                                    | 9:30 Sound Library〜世界にひとつだけの本〜（JFNC）                                         | 9:30 イナズマロックレディオ（JFNC）                                                    |
| 9                                                    | 9:55 言の葉歳時記（JFNC）                                                                  | 9:55 健康ラジオ〜ワンポイント・アドバイス〜（JFNC）                                    |
| 10                                                   | 10:00 SPORTS BEAT supported by TOYOTA（TOKYO FM）                                          | 10:00 ASKA Terminal Melody（TOKYO FM）                                                 |
| 10                                                   | 10:00 SPORTS BEAT supported by TOYOTA（TOKYO FM）                                          | 10:30 YKK AP presents 皆藤愛子の窓café〜窓辺でcafé time〜（TOKYO FM）                  |
| 10                                                   | 10:50 コスモ アースコンシャスアクト 未来へのメッセージ（TOKYO FM）                         |                                                                                        |
| 10                                                   | 10:55 恋する日本史（JFNC）                                                                 | 10:55 My Style,Camp Life〜自分と向き合うくらし〜（JFNC）                               |
| 11                                                   | 11:00 Little Glee Monster 「Join Us!」（JFNC）                                             | 11:00 菊池風磨 hoursz（TOKYO FM）                                                      |
| 11                                                   | 11:30 エバラ健太のエバらじお DJ：エバラ健太                                                | 11:30 木村拓哉 FLOW（TOKYO FM）                                                        |
| 11                                                   | 11:55 JFNニュース（JFNC）                                                                  |                                                                                        |
| 12                                                   | 12:00 未来☆トクシマ ぐるり DJ：近藤公美、布川夏帆、湯浅瞭子ほか                            | 12:00 津田健次郎 SPEA/KING（TOKYO FM）                                                 |
| 12                                                   | 12:00 未来☆トクシマ ぐるり DJ：近藤公美、布川夏帆、湯浅瞭子ほか                            | 12:25 ヤクルト presents 小さな小さな物語（TOKYO FM）                                   |
| 12                                                   | 12:00 未来☆トクシマ ぐるり DJ：近藤公美、布川夏帆、湯浅瞭子ほか                            | 12:30 CHINTAI presents きゃりーぱみゅぱみゅ Chapter＃0〜Touch Your Heart〜（TOKYO FM） |
| 12                                                   | 12:55 JFNニュース（JFNC）                                                                  |                                                                                        |
| 13                                                   | 13:00 JA全農 COUNTDOWN JAPAN（TOKYO FM）                                                   | 13:00 いいこと、聴いた（TOKYO FM）                                                     |
| 13                                                   | 13:53 KUMON 全国の大学生 笑顔100点満点リレー（TOKYO FM）                                   | 13:00 いいこと、聴いた（TOKYO FM）                                                     |
| 13                                                   | 13:55 サウンドウェーブ                                                                     | 13:55 Car Life Up To You（JFNC）                                                       |
| 14                                                   | 14:00 福山雅治 福のラジオ（TOKYO FM）                                                      | 14:00 山下達郎の楽天カード サンデー・ソングブック（TOKYO FM）                          |
| 14                                                   | 14:55 JFNニュース（JFNC）                                                                  |                                                                                        |
| 15                                                   | 15:00 ACN presents 丸山茂樹のMOVING SATURDAY（TOKYO FM）                                   | 15:00 日本郵便 SUNDAY'S POST（TOKYO FM）                                               |
| 15                                                   | 15:25 日本住宅ローン GO!GO!家族（TOKYO FM）                                                | 15:00 日本郵便 SUNDAY'S POST（TOKYO FM）                                               |
| 15                                                   | 15:30 広瀬すずの「よはくじかん」（TOKYO FM）                                               | 15:00 日本郵便 SUNDAY'S POST（TOKYO FM）                                               |
| 15                                                   | 15:50 ルートインホテルズ presents とっておきここだけの旅〜ここ旅〜（TOKYO FM）             |                                                                                        |
| 15                                                   | 15:55 ゴルフ大好き宣言（JFNC）                                                             | 15:55 高橋久美子のkikimimi DJ：高橋久美子                                              |
| 16                                                   | 16:00 リリー・フランキー「スナック ラジオ」（TOKYO FM）                                    | 16:00 ももいろクローバーZのSUZUKIハッピークローバー!TOP10（TOKYO FM）                  |
| 16                                                   | 16:55 JFNニュース（JFNC）                                                                  | 16:55 清水みさとの、サウナいこ?（JFNC）                                                |
| 17                                                   | 17:00 川島明 そもそもの話（TOKYO FM）                                                      | 17:00 NISSAN あ、安部礼司〜BEYOND THE AVERAGE（TOKYO FM）                              |
| 17                                                   | 17:55 JFNニュース（JFNC）                                                                  |                                                                                        |
| 18                                                   | 18:00 D.W.ニコルズ わたなべだいすけのラジオのおじさん（K-mix）                             | 18:00 清水英哉のおもしろ交遊録 DJ：清水英哉、 月替わり女性パーソナリティ               |
| 18                                                   | 18:30 丸園音楽堂（JFNC）                                                                   | 18:30 あ〜ちゃん ちゃあぽんの!“West Side Story”（JFNC）                                |
| 18                                                   | 18:55 JFNニュース（JFNC）                                                                  |                                                                                        |
| 19                                                   | 19:00 要のある音楽（JFNC）                                                                 | 19:00 武部聡志のSESSIONS（JFNC）※最終週を除く 村上RADIO（TOKYO FM）※最終週             |
| 19                                                   | 19:30 yamaびこラジオ（JFNC）                                                               | 19:00 武部聡志のSESSIONS（JFNC）※最終週を除く 村上RADIO（TOKYO FM）※最終週             |
| 19                                                   | 19:55 企業の遺伝子（JFNC）                                                                 | 19:55 ECO LIFE〜幸せのヒント〜（JFNC）                                                 |
| 20                                                   | 20:00 坂崎さんの番組という番組（JFNC）                                                     | 20:00 有吉弘行のSUNDAY NIGHT DREAMER（JFNC） ▽20:55 JFNニュース（JFNC）                |
| 20                                                   | 20:55 フルーティーキッス DJ：徳島県内4大学合同放送サークル「メガフェプス」                 | 20:00 有吉弘行のSUNDAY NIGHT DREAMER（JFNC） ▽20:55 JFNニュース（JFNC）                |
| 21                                                   | 21:00 S.I.N NEXT GENERATION（JFNC）                                                        | 20:00 有吉弘行のSUNDAY NIGHT DREAMER（JFNC） ▽20:55 JFNニュース（JFNC）                |
| 21                                                   | 21:55 JFNニュース（JFNC）                                                                  |                                                                                        |
| 22                                                   | 22:00 ドリームハート（TOKYO FM）                                                           | 22:00 cross-dominance MUSIC TOURIST（JFNC）                                            |
| 22                                                   | 22:30 SEKAI NO OWARI “The House”（TOKYO FM）                                               | 22:30 Actors -life&music-（JFNC）                                                      |
| 22                                                   | 22:55 JFNニュース（JFNC）                                                                  |                                                                                        |
| 23                                                   | 23:00 桑田佳祐のやさしい夜遊び（TOKYO FM）                                                 | 23:00 鈴木敏夫のジブリ汗まみれ（TOKYO FM）                                             |
| 23                                                   | 23:00 桑田佳祐のやさしい夜遊び（TOKYO FM）                                                 | 23:30 The Classic（TOKYO FM）                                                          |
| 23                                                   | 23:55 RADIO MUSEUM 〜聴く、名画〜（JFNC）                                                  | 23:55 Good-Track!（JFNC）                                                              |
| 0                                                    | 0:00 ミッドナイト・ダイバーシティー〜正気のSaturday Night（JFNC） ▽0:55 IT'S MUSIC（JFNC） | 0:00 FLOW KEIGOのトーク巡礼（FM愛媛）                                                  |
| 0                                                    | 0:00 ミッドナイト・ダイバーシティー〜正気のSaturday Night（JFNC） ▽0:55 IT'S MUSIC（JFNC） | 0:30 武井壮・とにかく明るい安村 THE WORLD CLASS（JFNC）                                |
| 1                                                    | 0:00 ミッドナイト・ダイバーシティー〜正気のSaturday Night（JFNC） ▽0:55 IT'S MUSIC（JFNC） | （1:00 - 4:00 放送休止）                                                               |
| 2                                                    | 2:00 GENERATIONSのGENETALK（JFNC）                                                         | （1:00 - 4:00 放送休止）                                                               |
| 2                                                    | 2:30 Everlasting Music（JFNC）                                                             | （1:00 - 4:00 放送休止）                                                               |
| 3                                                    | 3:00 風とロック（TOKYO FM）                                                                | （1:00 - 4:00 放送休止）                                                               |
| 3                                                    | 3:30 SING LIKE TALKING 佐藤竹善のアンダンテ（JFNC）                                        | （1:00 - 4:00 放送休止）                                                               |

#### 特別番組
- PASSION de AWAODORI（徳島市阿波おどり期間中 昼 - 夕方。）[16]
  - 放送は期間中の平日となる日で、日程中に土日となる日は放送されない。

### 終了した自社制作番組
平日
- MIX SHAKE
- T-Cross（2004年4月 - 2010年3月25日）
- Sunset Junction（2010年4月 - 2012年3月）
- MUSIC-GO-ROUND（2004年4月 - 2006年3月）

金曜日
- URBAN FRIDAY
- WEEKEND TRAIN
- FRIDAY EXPRESS
- FRIDAY ONLINE-FIVE COLORS RADIO-

週末
- MV CLUB
- GOOD MORNING SATURDAY
- おぶけた土曜日

その他
- Tokushima Key Persons
- SMILE MORNING
- MGR -MUSIC GO ROUND-
- LAN LAN Rumble
- ありがとう…with RADIO
- MORNING GARDEN
- 807 STREET
- RAINBOW SKY
- PASSION WAVE STATION（NEWS EDITION / ミュージックライダー）
- be@t access
- Good Day Humming
- FMマガジンReturns あわわ/ASA
- 音楽の神様
- TEEN'S RADIO ラジ充っ!
- 松永病院・こけら連 presents 観客のいないライブ
- 春風亭ぴっかり☆と井上侑の「ゆうとぴか」
- レア徳島/720,000 ～ごっついことしよる人～
- Touch Up Tokushima
- うたたねこの爪とぎラジオ
- ネッツ徳島 presents 『未来☆トクシマ』